# 呉佩孚
呉 佩孚（ご はいふ）は清末民初の軍人・政治家。北洋軍閥直隷派の有力指導者の1人である。字は子玉。

## 人物

### 清末の動向
雑貨商の家庭に生まれる。6歳から私塾で学び、14歳の時に登州府の水師営で学生兵となった。1896年（光緒22年）に22歳で秀才となり、官吏登用の道が開かれる。ところが翌年に事件に巻き込まれ秀才の資格を剥奪、指名手配も受けてしまう。呉は北京に逃れ、易者として生計を立てた。
1898年（光緒24年）に聶士成率いる淮軍に入隊し、同年に開平武備学堂に入学する。しかし1900年（光緒26年）に義和団の乱で武備学堂が機能停止となったため、復帰して砲隊隊官となる。1902年（光緒28年）9月、直隷総督袁世凱配下に転じ、保定陸軍速成学堂に入学、1904年（光緒30年）1月に卒業した。

### 日露戦争
その翌月に、日露戦争が勃発すると、呉佩孚は北洋督練公所から日本軍と協力するための偵察隊に選抜された。この時、岡野増次郎と知り合っている。
日露戦争後は第11標第1営督隊官（1905年10月）、第1営管帯（1906年）と昇進する。1907年（光緒33年）、曹錕率いる第3鎮に従い、長春に駐屯した。この時、呉は曹に重用され、辛亥革命勃発後に曹の推薦で第3標標統に抜擢されている。

## 民国初期

### 民国初期の動向
1912年（民国元年）、袁世凱が大総統となった後に軍が改組され、呉佩孚は第3師砲兵第3団団長に任命された。1914年（民国3年）4月、曹錕が長江上遊警備総司令に任命されて岳州に駐屯することになると、呉は副官長に任命されてこれに随従した。1915年（民国4年）、第6旅旅長に昇進する。同年12月、護国戦争（第三革命）が勃発すると、曹や呉が率いる第3師は四川に向かい、蔡鍔率いる護国軍と戦闘を繰り広げた。翌年6月に袁が死去すると、第3師は保定に移駐している。これ以後、曹や呉は馮国璋率いる直隷派の一員として活動することになった。1917年（民国6年）7月、張勲復辟が起きると、呉は張勲討伐に参加した。
1918年（民国7年）春、安徽派の国務総理段祺瑞が湖南省に進軍してきた護法軍（南方政府軍）迎撃を命令したため、呉佩孚は第3師を率いて戦場に向かい、岳陽攻略で軍功をあげた。ところが安徽派の張敬尭が、実際にはろくに軍功が無かったにもかかわらず湖南督軍に任命されたため、呉や馮玉祥ら直隷派指揮官たちは激しい不満を覚える。翌1919年（民国8年）4月、呉らは衡陽を攻略したものの、その後は全く護法軍討伐に動かなかった。まもなく五四運動が勃発すると、呉は公然と学生運動を支持し、ヴェルサイユ条約調印反対を主張している。そして同年8月には段による南北武力統一路線への反対を公然と全国に向けて通知した。これら反段祺瑞・反安徽派の行動は、全国世論からも好評であったとされる。12月28日、馮国璋が死去したため、以後の直隷派では曹錕と呉が主導権を握るようになっていった。

### 安直戦争

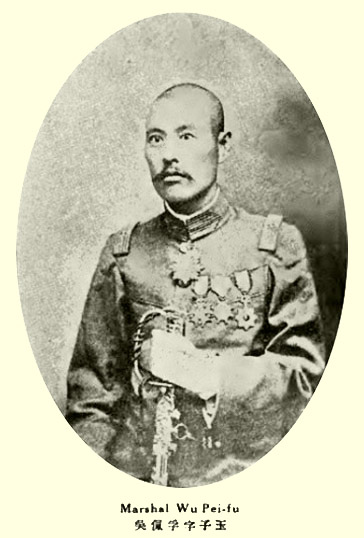
呉佩孚別影（Who's Who in China 3rd ed., 1925)

1920年（民国9年）5月、呉佩孚は衡陽から撤兵し、京漢鉄道の沿線である鄭州－保定間を掌握する。同年7月、呉は曹錕と共に安徽派に対する事実上の宣戦布告を行い、安直戦争が勃発した。この時、曹・呉らの直隷派は奉天派の張作霖と連合していたこともあり、わずかの期間で直隷派が圧勝、北京を掌握することになった。9月、曹が直魯豫巡閲使に任ぜられると、呉も同巡閲副使となり、洛陽に駐留している。1921年（民国10年）7月、直隷派の湖北督軍王占元が失政により湖北自治運動を招き、南方政府と連携した湖北自治軍により追放されてしまった。この時、呉は配下の蕭耀南を派遣して湖北自治軍を撃破している。翌月、呉は両湖巡閲使に昇進し、蕭も湖北督軍に起用された。
その一方でこの頃から、イギリス・アメリカと結ぶ直隷派と日本と結ぶ奉天派との間で主導権争いが激化していく。

### 第1次奉直戦争
同年末、張作霖が支持する梁士詒（旧安徽派）が、直隷派の反対にもかかわらず国務総理に就任したため、両派の対立は決定的となった。翌1922年（民国11年）1月、呉佩孚は梁を「売国奴」と非難し、4月に両派の激突に至る（第1次奉直戦争）。この時は呉率いる直隷派軍が精強であり、各地で奉天派軍を撃破、張を山海関の外へ駆逐した。
第1次奉直戦争での戦功により呉佩孚は直隷派内で勢力を拡大、曹錕を凌ぐ勢いを見せ始める。同年6月、呉は大総統徐世昌を辞任に追い込んで黎元洪を後任に擁立するに至った。この際に呉は陸軍総長に任命されたが8月には辞任、両湖巡閲使にとどまっている。黎元洪を擁立して国内統一を進めようとした呉だったが、大総統の地位を狙う曹は黎の就任に不満を抱いた。このため、直隷派内において曹らの「保定派」と呉らの「洛陽派」との対立が勃発することになる。

### 第2次奉直戦争での敗北、再起
1923年（民国12年）2月4日に始まった労働組合「京漢鉄道総工会」の京漢鉄道全線ストライキに対して、呉佩孚は軍隊を出動させ、江岸では労働者が多数死傷した（「二・七事件」。中国では「二・七惨案」）。同年10月、曹錕は「賄選」により大総統となり、同時に呉は曹の後任として直魯豫巡閲使に就任している。呉自身は賄選に不満を抱いていたが、結局のところ曹との決裂には至らずに終わる。他方で呉は、洛陽を中心として独自の勢力圏確立を図り、英米両国から借款を受けて軍の強化を進めた。この頃、日本からも岡野増次郎が呉の顧問として起用されている。
1924年（民国13年）9月、軍事改革により自軍の精鋭化を果たした張作霖が、再び直隷派に挑戦する。呉佩孚は曹錕の要請に応じて北京に急行、討逆軍総司令として山海関で奉天派軍を迎撃した（第2次奉直戦争）。しかし直隷派の第3軍総司令馮玉祥が北京で兵変を敢行（北京政変）、曹を逮捕・拘禁して北京を掌握してしまう。前後から挟み撃ちされることになった呉は敢え無く敗走、湖北督軍蕭耀南の下へ逃れた。ところが蕭も呉を庇護しようとはせず、逆に呉へ下野を婉曲に促す有り様であった。追い込まれた呉は1925年（民国14年）春に下野を宣言、湖南督軍趙恒惕の庇護を受けている。
1925年（民国14年）10月、孫伝芳が反奉天派戦争を発動した機に乗じ、呉佩孚も武漢の蕭耀南に迎え入れられる形で「十四省討賊聯軍総司令」を自称、再起を果たした。

#### 和解
翌月になると、北京において奉天派と馮玉祥率いる国民軍との対立が発生したため、呉は奉天派と和解、「討赤」のためとして国民軍を標的に絞っている。奉天派内で郭松齢のクーデターが失敗に終わった後の1926年（民国15年）1月、馮は下野に追い込まれた。

### 北伐
この機を捉えて呉佩孚は北上を開始し、同年3月には河南省を奪回した。更に進軍して各地で国民軍を撃破、5月8日に北京入りし、北京衛戍司令に就任した。ところが呉が国民軍を更に追撃したところ、馮玉祥不在の国民軍は南口に拠って激しく抗戦、これを駆逐することに時間と労力がかかってしまう。その隙を付く形で南方の国民革命軍が北伐で快進撃し、武漢に迫ってきた。

#### 国民革命軍に敗北
1926年8月、呉は湖北省の咸寧に急行し、汀泗橋で国民革命軍を迎撃したが、大激戦の末に敗北してしまう。以後、劣勢を覆すことはできず、10月には拠点の武漢を奪われる。

## 国民政府時期
1927年（民国16年）5月、ついに呉は下野に追い込まれ四川省へ逃走、同地の有力軍人である楊森の庇護を受けた。
その後も呉佩孚は中原大戦の機会など何度か再起を図ったが、いずれも失敗に終わっている。1932年（民国21年）1月からは北平に寓居し、張学良の庇護を受けた。

### 晩年

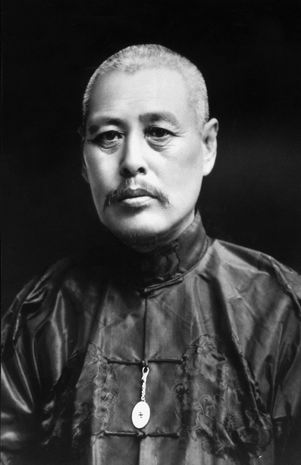
晩年期の呉佩孚（1938年）

1935年（民国14年）の「華北自治運動」の頃から、日本は呉を親日政権の指導者として擁立しようと図る動きを見せる。日本側からは土肥原賢二や岡野増次郎、中国側からは張燕卿・陳中孚などが擁立工作に参与した。
1938年（民国27年）1月20日、呉佩孚と曹汝霖の中華民国臨時政府最高顧問への就任が決定された。曹によれば、この最高顧問の地位は「有名無実」で「仕事もなく」、行政委員会から月1,000元（円）の俸給を貰うのみだった。しかし後に、俸給が足りないという呉の要求により月3,000元になったという。なお、北京政府時代からの因縁もあって、呉と曹はこの時も深刻な不仲にあった。また、この頃の呉は陸宗輿と組んで紅卍字会の活動に耽っており、政界での再起の意志すらうかがい難かったという。
1939年（民国28年）1月30日、呉佩孚は内外記者会見を開催して「和平救国宣言」を発表するに至り、和平救国会連盟の構成員18名も同宣言に連署していると報道された。しかし森島守人（当時、北京・上海大使館参事官）によれば、この会見自体が張燕卿の手配による「全然無実の報道」でしかなかったとされる。また今井武夫（当時、参謀本部支那課長）によれば、内外記者会見報道の後に呉らへの批判が高まると、張は一時的に姿をくらましたという。実は張の工作自体が呉本人との連携すら不十分で、臨時政府の王克敏から不信感を買っていたのである。
また同年には、重慶を脱出していた汪兆銘（汪精衛）が趙尊嶽（趙叔雍）を介して呉佩孚と親書のやり取りを行った。当時、北京に駐在していた中国青年党幹部・趙毓松の仲介もあったが、双方の意向は合わず、提携関係確立は失敗に終わった。趙毓松によれば、呉は北京からの日本軍撤兵を自身の出馬条件としており、妥結の可能性はそもそも乏しかった。また、親書をやり取りしたことで却って、呉は汪個人への不信感を強めたと見られる。その後も呉は、日本側の意に沿った行動をとることを望まず、親日政権への参加や新たな親日政権の樹立についても応じなかった。
1939年（民国28年）12月4日、支那派遣軍総司令部附の川本芳太郎が紹介した歯科医にかかり抜歯した呉佩孚は、同日中に容態が急変、死去した。享年66（満65歳）。死因については日本軍などによる暗殺説も囁かれているが、真相は不明である。国民政府からは陸軍一級上将を追贈された。